# علم الأحياء البردي
علم الأحياء البردي أو البيولوجيا البردية  كما يُعرف باسم كرَيوبَيولوجيا هو أحد فروع علم الأحياء الذي يدرس تأثير درجات الحرارة المنخفضة جداً على الكائنات الحية والمنظومات الحيوية داخل الغلاف الجليدي للأرض أو في علوم الأحياء.
يشتق اسم هذا العلم من ثلاث مقاطع يونانية الأصل هي "cryo"= cold بمعنى بارد أو منخفض الحرارة، وكلمة "bios"= life بمعنى حياة واللاحقة "logos"= science. بمعنى علم. ويَسْتخدِم علماء علم الحياة التقريسي درجات حرارة تتراوح بين الصفر المئوي ـ وهي درجة تجمد الماء ـ و-273,15°م، وهي درجة الصفر المطلق. تشمل المواد أو الأنظمة التي دُرست، البروتينات أو الخلايا أو الأنسجة الحيوية أو الأعضاء أو الكائنات الحية بأكملها.

## مجالات الدراسة

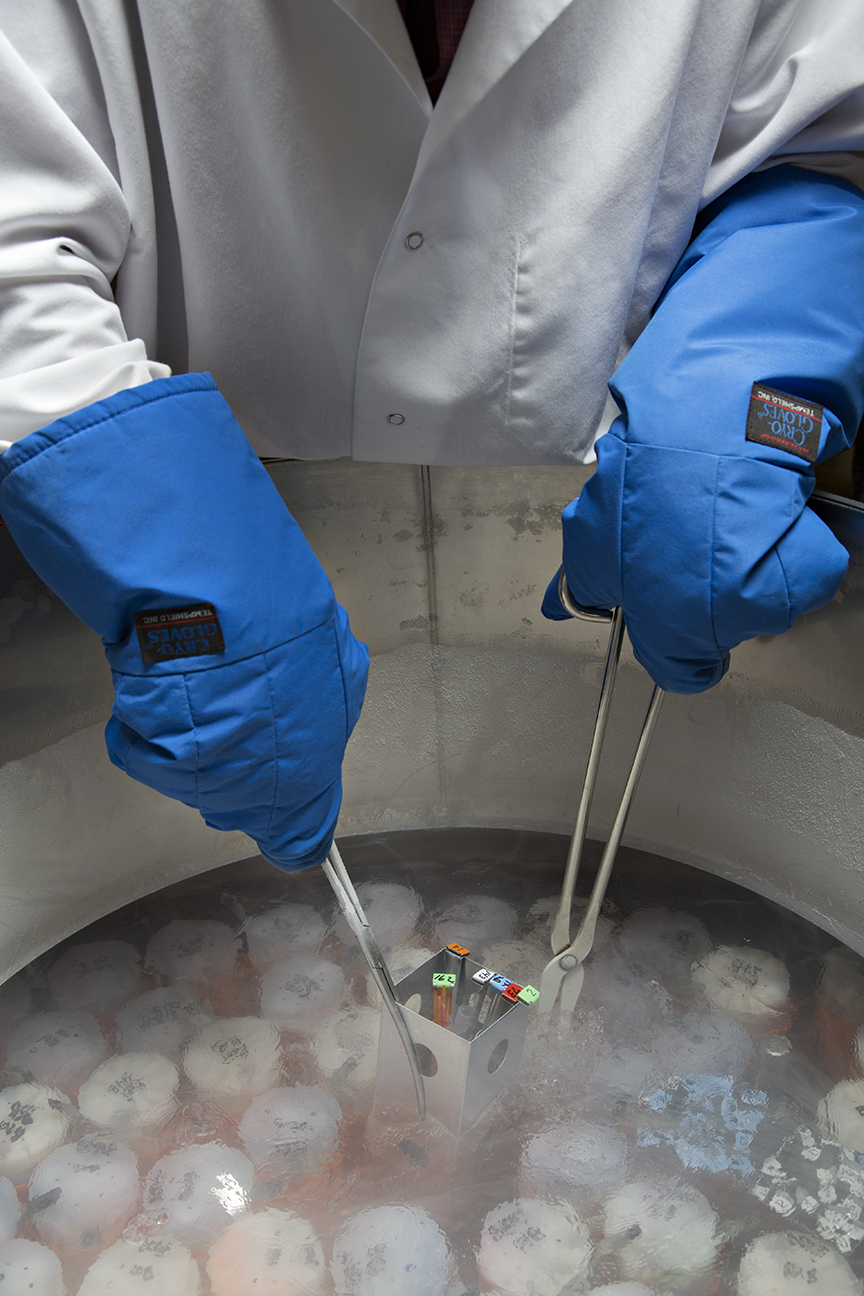
حفظ المادة الوراثية للماشية بتجميدها في النيتروجين السائل.

يمكن تحديد ما لا يقل عن ستة مجالات رئيسية للبيولوجيا البَردية: 1) دراسة التكيّف البارد للكائنات الحيّة الدقيقة والنباتات (التصلد بالبرودة) والحيوانات، على حد سواء اللافقاريات والفقاريات (متضمنة السبات الشتوي)، 2) الحفظ بالتجميد للخلايا والأنسجة الحية والأمشاج، وأجنة من أصل حيواني وإنساني لأغراض (طبية) للتخزين طويل الأمد عن طريق التبريد إلى درجات حرارة أقل من درجة تجمد الماء. هذا يتطلب عادةً إضافة المواد التي تحمي الخلايا أثناء التجميد والذوبان (واقيات من البرودة)، 3) الحفاظ على الأعضاء تحت ظروف انخفاض درجة حرارة الجسم من أجل عمليات الزرع (التطعيم)، 4) التجفيف بالتبريد (التجفيف بالتجميد) للأدوية، 5) الجراحة البَردية، منهجية (الحد الأدنى) لتدمير الأنسجة غير السليمة باستخدام الغازات/ السوائل المبردة، و6) فيزياء التبريد الفائق، التنوّي الجليدي/ النمو والجوانب الهندسية الميكانيكية لانتقال الحرارة أثناء التبريد والتسخين، كما هو مطبق على النظم البيولوجية. سيشمل علم الأحياء البَردي حفظ الخلايا الحية بالتبريد، الحفاظ على درجة حرارة منخفضة للإنسان والثدييات بهدف إحيائها في المستقبل، على الرغم من أن هذا ليس جزءًا من علم الأحياء البَردي السائد، فإنه يعتمد بشكل كبير على تقنية جديدة ما زالت في طور التخمين لم تُخترع بعد. تعتمد العديد من مجالات الدراسة هذه على التبريد العميق، وعلى فرع الفيزياء والهندسة الذي يدرس إنتاج واستخدام درجات حرارة منخفضة للغاية.

## الحفظ بالتجميد في الطبيعة
تستطيع العديد من الكائنات الحية تحمّل فترات زمنية طويلة في درجات حرارة أقل من درجة تجمّد الماء. معظم الكائنات الحيّة تجمع واقيات من البرودة مثل البروتينات المضادة للتنوّي، والبوليولات، والغلوكوز لحماية نفسها من أضرار الصقيع بسبب بلورات الجليد الحادة. تصل معظم النباتات -على وجه الخصوص- بأمان إلى درجات حرارة تتراوح من -4 درجة مئوية إلى -12 درجة مئوية.

### البكتيريا
يُقال إنه تم إحياء ثلاثة أنواع من البكتيريا، كارنوباكتريوم بليستوسينيوم، وكريسيوباكتيريوم جرينلاندينسيس، ووحيدات الخلية الهيرمنيوسية الجليدية، بعد بقائها على قيد الحياة لآلاف السنين مجمّدة في الجليد. بعض البكتيريا، وخاصةً بكتيريا الحقن الزائفة، تنتج بروتينات متخصّصة تعمل كنوى ثلجية قوية، والتي تستخدمها لإجبار تكوين الجليد على سطح العديد من الفواكه والنباتات عند حوالي -2 درجة مئوية. يتسبب التجميد في حدوث إصابات في ظهارة الأنسجة النباتية الأساسية ويجعل العناصر الغذائية الموجودة فيها متاحة للبكتيريا. تنمو الليستيريا ببطء في درجات حرارة منخفضة تصل إلى -1.5 درجة مئوية وتستمر لبعض الوقت في الأطعمة المجمدة.

### النباتات
تخضع العديد من النباتات لعملية تسمى التصلّد والتي تسمح لها بالبقاء على قيد الحياة في درجات حرارة أقل من 0 درجة مئوية لمدة أسابيع إلى أشهر.

### الحيوانات

#### اللافقاريات
تشمل الديدان الأسطوانية التي تعيش عند أقل من 0 درجة مئوية، الأُسْطونِيّةُ الشّعْرِيّة، وبانغروليموس دافيدي. تعيش حوريات الصراصير (الصرصور الياباني) فترات قصيرة من التجمد عند -6 إلى -8 درجة مئوية. يمكن لخنفساء اللحاء المسطحة الحمراء (خنفساء اللحاء المسطح) البقاء على قيد الحياة بعد تجميدها إلى -150 درجة مئوية. تعيش فطريات فِغْنات الفطّات المهدرة بعد تجميدها إلى -50 درجة مئوية، من خلال آلية فريدة من نوعها حيث تتشكل بلورات الجليد في الجسم ولكن ليس في الرأس. هناك خنفساء أخرى مقاومة للتجميد هي صنف يوبيس. انظر إلى علم البيئة الشتوية للحشرات والبروتين مضاد التجمد. اللافقاريات الأخرى التي تتحمل درجة حرارة منخفضة لفترة وجيزة إلى -273 درجة مئوية هي دب الماء (أو بطيء الخطو).
تعيش يرقات دودة قطب الحلاق، والدودة الأسطوانية، 44 أسبوعًا مجمدة عند -196 درجة مئوية.

#### الفقاريات
بالنسبة للضفدع الحرجي (باللاتينية: رنا سيلفاتيكا) في فصل الشتاء، يتجمد 45٪ من جسمه ويتحول إلى ثلج. «تتشكل بلورات الجليد تحت الجلد وتتخلل عضلات الهيكل العظمي للجسم. أثناء التجميد، يتوقف تنفس الضفدع وتدفق الدم ونبض القلب. يصبح التجميد ممكنًا بفض البروتينات المتخصصة والغلوكوز، والتي تمنع التجمد والجفاف داخل الخلايا». يمكن للضفدع الحرجي البقاء على قيد الحياة لمدة تصل إلى 11 يومًا متجمدًا عند -4 درجة مئوية.
تشمل الفقاريات الأخرى التي تعيش في درجات حرارة للجسم أقل من 0 درجة مئوية، السلاحف المطلية (سلحفاة مزركشة)، وضفادع الأشجار الرمادية (باللاتينية: هايلي فيرزيكولور)، والسلاحف الصندوقية (باللاتينية: تيرابينا كارولينت تعيش 48 ساعة عند -2 درجة مئوية)، الزاحف الربيعي (باللاتينية: بسيوداكريس كروسايفر)، أفعى الرباط (باللاتينية: تامنوفيس سيررتيلز تعيش 24 ساعة عند -1.5 درجة مئوية)، وضفدع الجوقة (باللاتينية: بسيوداكريس تريزرييتا)، وسلمندر سيبيري (باللاتينية: سلامندريلا كيسرلينغي يعيش 24 ساعة عند -1.5 درجة مئوية)، والسحلية الأوروبية الشائعة (سحلية الأوراسية) والأسماك في القطب الجنوبي مثل سمكة باغوثينيا بورشغريفنيك. استُخدمت البروتينات المقاومة للتجمد المستنسخة من هذه الأسماك لتأمين مقاومة الصقيع على النباتات المحورة جينيًا.
أثناء سبات السنجاب الأرضي في القطب الشمالي، قد تكون له درجات حرارة بطنية منخفضة تصل إلى -2.9 درجة مئوية (26.8 درجة فهرنهايت)، مع الحفاظ على درجات حرارة أسفل البطن لأكثر من ثلاثة أسابيع في كل مرة، بالرغم من أن درجات الحرارة في الرأس والرقبة تبقى عند 0 درجة مئوية أو أعلى.

## علم الأحياء البَردي التطبيقي

### خلفية تاريخية

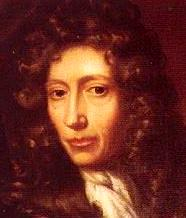
روبرت بويل

يُتّبَع تاريخ علم الأحياء البَردي في العصور القديمة. منذ عام 2500 قبل الميلاد، استُخدمت درجات الحرارة المنخفضة في مصر في الطب. أوصى أبقراط باستخدام البرد لوقف النزيف والتورم. مع ظهور العلم الحديث، درس روبرت بويل آثار درجات الحرارة المنخفضة على الحيوانات.
في عام 1949، حُفظ السائل المنوي بالتجميد للثور للمرة الأولى من قبل فريق من العلماء بقيادة كريستوفر بولج. أدى ذلك إلى استخدام أوسع بكثير لعملية الحفظ بالتجميد (أو بالبرودة) في أيامنا هذه، مع تخزين العديد من الأعضاء والأنسجة والخلايا بشكل روتيني في درجات حرارة منخفضة. عادةً تُخزّن وتُنقل الأعضاء الكبيرة مثل القلب -لفترات قصيرة فقط- في درجات حرارة باردة ولكن غير متجمدة لعمليات الزرع. تُخزَّن في بعض الأحيان معلقات الخلايا (مثل الدم والمني) ومقاطع الأنسجة الرقيقة تقريباً إلى ما لا نهاية في درجة حرارة النيتروجين السائل (الحفظ بالتجميد). تُخزّن الحيوانات المنوية البشرية والبيض والأجنة بشكل روتيني في العلاجات وأبحاث الخصوبة. يعد معدل التحكم والتجميد البطيء من الأساليب الراسخة في أوائل سبعينيات القرن العشرين والتي مكنت حدوث أول ولادة بشرية مجمدة (زو ليلاند) في عام 1984.
منذ ذلك الحين، تُستخدم الآلات التي تجمد العينات البيولوجية بخطوات قابلة للبرمجة أو معدلات تحكم في جميع أنحاء العالم في علم الأحياء البشري والحيواني والخلوي؛ وذلك عن طريق «تجميد» عينة للحفاظ عليها بشكل أفضل من ذوبان الجليد قبل أن يتم تجميدها في نهاية المطاف بعمق، أو حفظها بالتبريد في النيتروجين السائل. تستخدم هذه الآلات لتجميد البويضات والجلد ومنتجات الدم والجنين والحيوانات المنوية والخلايا الجذعية والحفاظ على الأنسجة العامة في المستشفيات والعمليات البيطرية ومختبرات الأبحاث. يتراوح عدد المواليد الأحياء من الأجنة «التجميد البطيء» بين 300000 و 400000 أو 20 ٪ من عدد المواليد المخصبة في المختبر والبالغ عددها 3 ملايين. أبلغ الدكتور كريستوفر تشن، أستراليا، عن الحمل الأول في العالم باستخدام بويضات بطيئة التجمد من الثلاجة البريطانية ذات معدل مُتحكّم به في عام 1986.
تُجرى الجراحة البَردية (تدمير الأنسجة المقصودة والمسيطر عليها عن طريق تكوين الثلج) بواسطة جيمس أرنوت في عام 1845 في عملية أُجريت على مريض مصاب بالسرطان. لكنها ليست شائعة.